# Empoasca anguina
Empoasca anguina är en insektsart som beskrevs av Irena Dworakowska 1972. Empoasca anguina ingår i släktet Empoasca och familjen dvärgstritar. Inga underarter finns listade i Catalogue of Life.